# Cis-cyklookten
cis-Cyklookten je cykloalken se vzorcem (CH2)6(CH)2, bezbarvá kapalina používaná na výrobu polymerů a jako ligand v organokovové chemii.
Cyklookten je nejmenším cykloalkenem, u kterého lze izolovat jeho cis- i trans-izomer.
|                                        |                                             |
| cis-Cyklookten v židličkové konformaci | (Rp)-trans-cyklookten v korunové konformaci |

## Reakce a použití
Cyklookten se účastní polymerizací metatezí s otevíráním kruhu za vzniku polyoktenamerů.
cis-Cyklookten vytváří epoxid selektivněji než mnohé jiné cykloalkeny, jako například cyklohexen a vzniká přitom velmi malé množství radikálových vedlejších produktů, což je způsobeno obtížnou funkcionalizací allylových CH center. Za přítomnosti radikálů se tak epoxid tvoří převážně adičně-eliminačním mechanismem.
cis-Cyklookten má využití v organokovové chemii jako snadno odstranitelný ligand, například v dimeru chlorobis(cyklookten)rhodia a dimeru chlorobis(cyklookten)iridia.